# Helga Hernes
Helga Maria Hernes (* 16. Januar 1938; geborene Jahncke) ist eine deutsch-norwegische Politologin, Diplomatin und Politikerin der Arbeiderpartiet.

## Leben
Sie wurde in den USA ausgebildet und zog nach ihrer Heirat mit dem norwegischen Soziologen und Politiker Gudmund Hernes, den sie während ihres Studiums kennengelernt hatte, nach Norwegen. Sie hatte bis 1988 verschiedene akademische Positionen inne und ist für ihr 1987 formuliertes Konzept des Staatsfeminismus bekannt.
1988 wurde sie zur Staatssekretärin im norwegischen Außenministerium in der Regierung von Gro Harlem Brundtland berufen. Nach ihrem Ausscheiden aus der Regierung 1993 war sie von 1993 bis 1996 Direktorin des Zentrums für internationale Klima- und Umweltforschung (CICERO). Seit 1998 war sie Botschafterin Norwegens in Österreich, der Slowakei, der Schweiz und beim Heiligen Stuhl. Seit 2005 ist sie Mitarbeiterin des Instituts für Friedensforschung. Ihre neueren Arbeiten beschäftigen sich mit Geschlecht und bewaffneten Konflikten. Sie ist Mitglied der Norsk Kvinnesaksforening und wurde 2018 Ehrenmitglied der Vereinigung.

## Familie
Ihr Sohn Stein Hernes ist langjähriger Mitarbeiter des Ministerpräsidenten und NATO-Generalsekretärs Jens Stoltenberg.